# Cholerakreuz (Weißenkirchen in der Wachau)

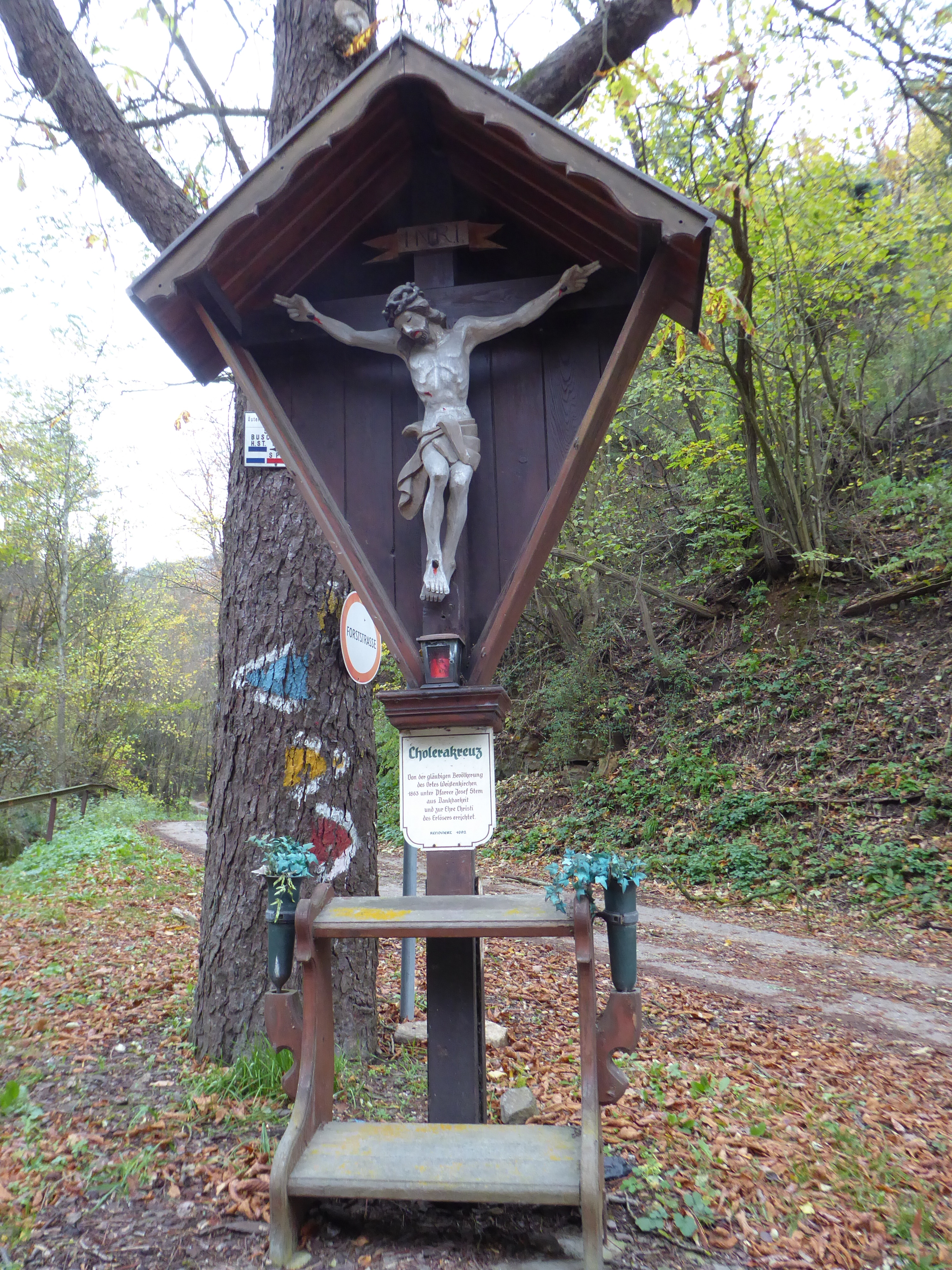
Cholerakreuz an der Grubstraße nördlich von Weißenkirchen in der Wachau

Das Cholerakreuz in Weißenkirchen in der Wachau wurde zum Gedenken an die Verschonung des Ortes vor der Cholera errichtet. Es liegt im Grubbachgraben auf einer Seehöhe von 270 m.
Das am Kreuz angebrachte Schild trägt die Inschrift: Von der gläubigen Bevölkerung des Ortes Weissenkirchen 1863 unter Pfarrer Josef Stem aus Dankbarkeit und zur Ehre Christi des Erlösers errichtet.
Im Jahr 1866 brach der Preußisch-Österreichische Krieg aus, in dem weite Teile Niederösterreichs von der Cholera heimgesucht wurden. Die Cholera wurde von den preußischen Soldaten eingeschleppt und verbreitete sich längs der Marschrouten. Im Volksglauben festigte sich alsbald die Ansicht, dass Weißenkirchen durch das zuvor errichtete Kreuz vor der Cholera verschont wurde.